# Vingt et unième circonscription de Paris de 1958 à 1986
Pour les articles homonymes, voir Vingt et unième circonscription de Paris de 1988 à 2012.
De 1958 à 1986, la vingt et unième circonscription législative de Paris recouvrait trois quartiers du 16e arrondissement de la capitale : Porte-Dauphine, Chaillot et une partie de La Muette (au nord du boulevard de Beauséjour, de la chaussée de la Muette et de la rue de Passy). Cette délimitation s'est appliquée aux sept premières législatures de la Cinquième République française. De 1958 à 1967, elle se confond avec la 21e circonscription de la Seine.
En 1986, cette circonscription est jointe à une petite partie de l'ancienne vingtième circonscription pour former la nouvelle « quinzième circonscription ».

## Députés élus
| Législature | Début de mandat | Fin de mandat  | Député élu      | Parti politique | Parti politique | Observations                                                       |
| ----------- | --------------- | -------------- | --------------- | --------------- | --------------- | ------------------------------------------------------------------ |
| Ire         | 9 décembre 1958 | 9 octobre 1962 | Henri Karcher   |                 | UNR             | mandat écourté à la suite d'une dissolution du général de Gaulle   |
| IIe         | 6 décembre 1962 | 2 avril 1967   | Bernard Lepeu   |                 | UNR             |                                                                    |
| IIIe        | 3 avril 1967    | 30 mai 1968    | Bernard Lepeu   |                 | UDR             | mandat écourté à la suite d'une dissolution du général de Gaulle   |
| IVe         | 11 juillet 1968 | 1er avril 1973 | Paul Stehlin    |                 | PDM             |                                                                    |
| Ve          | 2 avril 1973    | 22 juin 1975   | Paul Stehlin    |                 | CD              | décédé le 22 juin 1975                                             |
| Ve          | 23 juin 1975    | 2 avril 1978   | Gilbert Gantier |                 | RI              |                                                                    |
| VIe         | 3 avril 1978    | 22 mai 1981    | Gilbert Gantier |                 | UDF             | mandat écourté à la suite d'une dissolution de François Mitterrand |
| VIIe        | 2 juillet 1981  | 1er avril 1986 | Gilbert Gantier |                 | UDF             |                                                                    |

En 1985, le président de la République François Mitterrand changea le mode de scrutin des députés en établissant le scrutin proportionnel par département. Le nombre de députés du département de Paris fut ramené de 31 à 21 et les circonscriptions furent supprimées au profit du département.

## Résultats électoraux

### Élections législatives de 1958
| Candidat       | Candidat                    | Parti          | Premier tour | Premier tour | Second tour | Second tour |  |
| Candidat       | Candidat                    | Parti          | Voix         | %            | Voix        | %           |  |
| -------------- | --------------------------- | -------------- | ------------ | ------------ | ----------- | ----------- |  |
|                | Pierre-Christian Taittinger | CNIP           | 18 358       | 38,79        | 19 477      | 42,17       |  |
|                | Henri Karcher élu           | UNR            | 14 595       | 30,84        | 22 454      | 48,62       |  |
|                | Stanislas Sicé              | Modérés        | 4 492        | 9,49         | Retrait     | Retrait     |  |
|                | Robert Bouvier              | PCF            | 4 031        | 8,52         | 4 255       | 9,21        |  |
|                | Robert Bureller             | SFIO           | 3 362        | 7,1          | Retrait     | Retrait     |  |
|                | Albert de Bailliencourt     | RGR            | 2 488        | 5,26         | Retrait     | Retrait     |  |
|                |                             |                |              |              |             |             |  |
| Inscrits       | Inscrits                    | Inscrits       | 63 238       | 100,00       | 63 129      | 100,00      |  |
| Abstentions    | Abstentions                 | Abstentions    | 15 010       | 23,74        | 16 122      | 25,54       |  |
| Votants        | Votants                     | Votants        | 48 228       | 76,26        | 47 007      | 74,46       |  |
| Blancs et nuls | Blancs et nuls              | Blancs et nuls | 902          | 1,87         | 821         | 1,75        |  |
| Exprimés       | Exprimés                    | Exprimés       | 47 326       | 98,13        | 46 186      | 98,25       |  |

Le suppléant d'Henri Karcher était René Jouannet.
En 1962, Henri Karcher se présente dans la Huitième circonscription de la Moselle.

### Élections législatives de 1962
| Candidat       | Candidat                    | Parti          | Premier tour | Premier tour | Second tour | Second tour |  |
| Candidat       | Candidat                    | Parti          | Voix         | %            | Voix        | %           |  |
| -------------- | --------------------------- | -------------- | ------------ | ------------ | ----------- | ----------- |  |
|                | Bernard Lepeu élu           | UNR-UDT        | 16 274       | 40,92        | 19 176      | 46,2        |  |
|                | Pierre-Christian Taittinger | CNIP           | 16 160       | 40,63        | 18 114      | 43,65       |  |
|                | Robert Bouvier              | PCF            | 3 693        | 9,29         | 4 213       | 10,15       |  |
|                | Léon Boutbien               | SFIO           | 3 646        | 9,17         | Retrait     | Retrait     |  |
|                |                             |                |              |              |             |             |  |
| Inscrits       | Inscrits                    | Inscrits       | 60 433       | 100,00       | 60 460      | 100,00      |  |
| Abstentions    | Abstentions                 | Abstentions    | 20 137       | 33,32        | 18 373      | 30,39       |  |
| Votants        | Votants                     | Votants        | 40 296       | 66,68        | 42 087      | 69,61       |  |
| Blancs et nuls | Blancs et nuls              | Blancs et nuls | 523          | 1,3          | 584         | 1,39        |  |
| Exprimés       | Exprimés                    | Exprimés       | 39 773       | 98,7         | 41 503      | 98,61       |  |

Le suppléant de Bernard Lepeu était Didier Delfour, administrateur de biens.

### Élections législatives de 1967
| Candidat       | Candidat                    | Parti          | Premier tour | Premier tour | Second tour | Second tour |  |
| Candidat       | Candidat                    | Parti          | Voix         | %            | Voix        | %           |  |
| -------------- | --------------------------- | -------------- | ------------ | ------------ | ----------- | ----------- |  |
|                | Bernard Lepeu sortant réélu | UD-Ve          | 18 963       | 45,9         | 20 755      | 55,78       |  |
|                | Bertrand Motte              | CD (PDM)       | 12 361       | 29,92        | 16 453      | 44,22       |  |
|                | Caroline Villard            | FGDS           | 3 781        | 9,15         |             |             |  |
|                | Robert Bouvier              | PCF            | 3 601        | 8,72         |             |             |  |
|                | Pierre de Léotard           | Modérés        | 1 855        | 4,49         |             |             |  |
|                | Henri Martin-Dupont         | CR             | 752          | 1,82         |             |             |  |
|                |                             |                |              |              |             |             |  |
| Inscrits       | Inscrits                    | Inscrits       | 55 735       | 100,00       | 55 731      | 100,00      |  |
| Abstentions    | Abstentions                 | Abstentions    | 13 939       | 25,01        | 16 674      | 29,92       |  |
| Votants        | Votants                     | Votants        | 41 796       | 74,99        | 39 057      | 70,08       |  |
| Blancs et nuls | Blancs et nuls              | Blancs et nuls | 483          | 1,16         | 1 849       | 4,73        |  |
| Exprimés       | Exprimés                    | Exprimés       | 41 313       | 98,84        | 37 208      | 95,27       |  |

Le suppléant de Bernard Lepeu était Didier Delfour, directeur de sociétés, conseiller municipal de Paris.

### Élections législatives de 1968
| Candidat       | Candidat              | Parti                     | Premier tour | Premier tour | Second tour | Second tour |  |
| Candidat       | Candidat              | Parti                     | Voix         | %            | Voix        | %           |  |
| -------------- | --------------------- | ------------------------- | ------------ | ------------ | ----------- | ----------- |  |
|                | Bernard Lepeu sortant | UDR (URP)                 | 17 285       | 42,6         | 18 473      | 49,22       |  |
|                | Paul Stehlin élu      | CD (PDM)                  | 15 111       | 37,24        | 19 062      | 50,78       |  |
|                | Michel Blum           | PSU                       | 2 733        | 6,74         |             |             |  |
|                | Robert Bouvier        | PCF                       | 2 647        | 6,52         |             |             |  |
|                | Maurice Münch         | Divers droite (Gaulliste) | 2 247        | 5,54         |             |             |  |
|                | Roland Muraz          | TD                        | 552          | 1,36         |             |             |  |
|                |                       |                           |              |              |             |             |  |
| Inscrits       | Inscrits              | Inscrits                  | 51 646       | 100,00       | 51 576      | 100,00      |  |
| Abstentions    | Abstentions           | Abstentions               | 10 853       | 21,01        | 13 133      | 25,46       |  |
| Votants        | Votants               | Votants                   | 40 793       | 78,99        | 38 443      | 74,54       |  |
| Blancs et nuls | Blancs et nuls        | Blancs et nuls            | 218          | 0,53         | 908         | 2,36        |  |
| Exprimés       | Exprimés              | Exprimés                  | 40 575       | 99,47        | 37 535      | 97,64       |  |

Le suppléant de Paul Stehlin était Gilbert Gantier, Maitre de Conférences à l'Institut de Sciences politiques.

### Élections législatives de 1973
| Candidat       | Candidat                   | Parti          | Premier tour | Premier tour | Second tour | Second tour |  |
| Candidat       | Candidat                   | Parti          | Voix         | %            | Voix        | %           |  |
| -------------- | -------------------------- | -------------- | ------------ | ------------ | ----------- | ----------- |  |
|                | Jacques Trorial            | UDR (URP)      | 14 527       | 38,63        | 16 927      | 48,72       |  |
|                | Paul Stehlin sortant réélu | CD (MR)        | 14 309       | 38,05        | 17 819      | 51,28       |  |
|                | Daniel Chaput              | PS (UGSD)      | 3 866        | 10,28        |             |             |  |
|                | Nicole Dreyfus             | PCF            | 2 357        | 6,27         |             |             |  |
|                | José Bruneau de La Salle   | FN             | 1 288        | 3,42         |             |             |  |
|                | Odile Marnet-Cornus        | Divers droite  | 999          | 2,66         |             |             |  |
|                | Charles Nupin              | FP             | 263          | 0,7          |             |             |  |
|                |                            |                |              |              |             |             |  |
| Inscrits       | Inscrits                   | Inscrits       | 48 732       | 100,00       | 48 703      | 100,00      |  |
| Abstentions    | Abstentions                | Abstentions    | 10 691       | 21,94        | 11 967      | 24,57       |  |
| Votants        | Votants                    | Votants        | 38 041       | 78,06        | 36 736      | 75,43       |  |
| Blancs et nuls | Blancs et nuls             | Blancs et nuls | 432          | 1,14         | 1 990       | 5,42        |  |
| Exprimés       | Exprimés                   | Exprimés       | 37 609       | 98,86        | 34 746      | 94,58       |  |

Le suppléant de Paul Stehlin était Gilbert Gantier. Gilbert Gantier a remplacé Paul Stehlin, décédé le 23 juin 1975.

### Élections législatives de 1978
| Candidat       | Candidat                      | Parti                   | Premier tour | Premier tour | Second tour | Second tour |  |
| Candidat       | Candidat                      | Parti                   | Voix         | %            | Voix        | %           |  |
| -------------- | ----------------------------- | ----------------------- | ------------ | ------------ | ----------- | ----------- |  |
|                | Gilbert Gantier sortant réélu | diss. UDF               | 13 803       | 37,24        | 29 102      | 100,00      |  |
|                | Alain Griotteray              | UDF (PR)                | 12 185       | 32,87        | Retrait     | Retrait     |  |
|                | Maurice Lempereur             | MRG                     | 3 193        | 8,61         |             |             |  |
|                | Luc Chastaing                 | Écologie 78             | 1 738        | 4,69         |             |             |  |
|                | Henri Le Men                  | PCF                     | 1 615        | 4,36         |             |             |  |
|                | Jacques Isorni                | Extrême droite          | 1 489        | 4,02         |             |             |  |
|                | Bertrand Schneider            | Modérés (Maj.)          | 618          | 1,67         |             |             |  |
|                | Nadine Olszer                 | Divers gauche (Choisir) | 503          | 1,36         |             |             |  |
|                | Pierre Pécastaing             | FN                      | 435          | 1,17         |             |             |  |
|                | Chantal Malaud                | CNIP                    | 393          | 1,06         |             |             |  |
|                | Patrice Bazille               | PFN                     | 364          | 0,98         |             |             |  |
|                | Claude Galinier               | Divers droite (RUC)     | 236          | 0,64         |             |             |  |
|                | Michel Lironcourt             | LO                      | 228          | 0,62         |             |             |  |
|                | Dominique Pagnoux             | Divers droite           | 136          | 0,37         |             |             |  |
|                | Odile Marnet-Cornus           | Divers droite (UNMP)    | 78           | 0,21         |             |             |  |
|                | Roland Muraz                  | Sans étiquette          | 40           | 0,11         |             |             |  |
|                | René Hendry                   | Sans étiquette          | 13           | 0,04         |             |             |  |
|                |                               |                         |              |              |             |             |  |
| Inscrits       | Inscrits                      | Inscrits                | 47 176       | 100,00       | 47 179      | 100,00      |  |
| Abstentions    | Abstentions                   | Abstentions             | 9 866        | 20,91        | 14 550      | 30,84       |  |
| Votants        | Votants                       | Votants                 | 37 310       | 79,09        | 32 629      | 69,16       |  |
| Blancs et nuls | Blancs et nuls                | Blancs et nuls          | 243          | 0,65         | 3 527       | 10,81       |  |
| Exprimés       | Exprimés                      | Exprimés                | 37 067       | 99,35        | 29 102      | 89,19       |  |

La suppléante de Gilbert Gantier était Marguerite Mercadé-Pilliet, Secrétaire général du Comité international de liaison des Associations féminines.

### Élections législatives de 1981
|                | Gilbert Gantier sortant réélu | UDF (PR)             | 23 947 | 76,78  |  |  |  |
|                | Pierre Bezbakh                | PS                   | 4 393  | 14,08  |  |  |  |
|                | Luc Chastaing                 | Divers écologiste    | 785    | 2,52   |  |  |  |
|                | Hervé de Blignières           | FN                   | 724    | 2,32   |  |  |  |
|                | Henri Le Men                  | PCF                  | 548    | 1,76   |  |  |  |
|                | Jean-Claude Jacquard          | Extrême droite (PFN) | 487    | 1,56   |  |  |  |
|                | Maurice Münch                 | Divers droite        | 303    | 0,97   |  |  |  |
|                |                               |                      |        |        |  |  |  |
| Inscrits       | Inscrits                      | Inscrits             | 45 779 | 100,00 |  |  |  |
| Abstentions    | Abstentions                   | Abstentions          | 14 412 | 31,48  |  |  |  |
| Votants        | Votants                       | Votants              | 31 367 | 68,52  |  |  |  |
| Blancs et nuls | Blancs et nuls                | Blancs et nuls       | 180    | 0,57   |  |  |  |
| Exprimés       | Exprimés                      | Exprimés             | 31 187 | 99,43  |  |  |  |

La suppléante de Gilbert Gantier était Marguerite Mercadé-Pilliet.